# Pfarrkirche Kagraner Anger

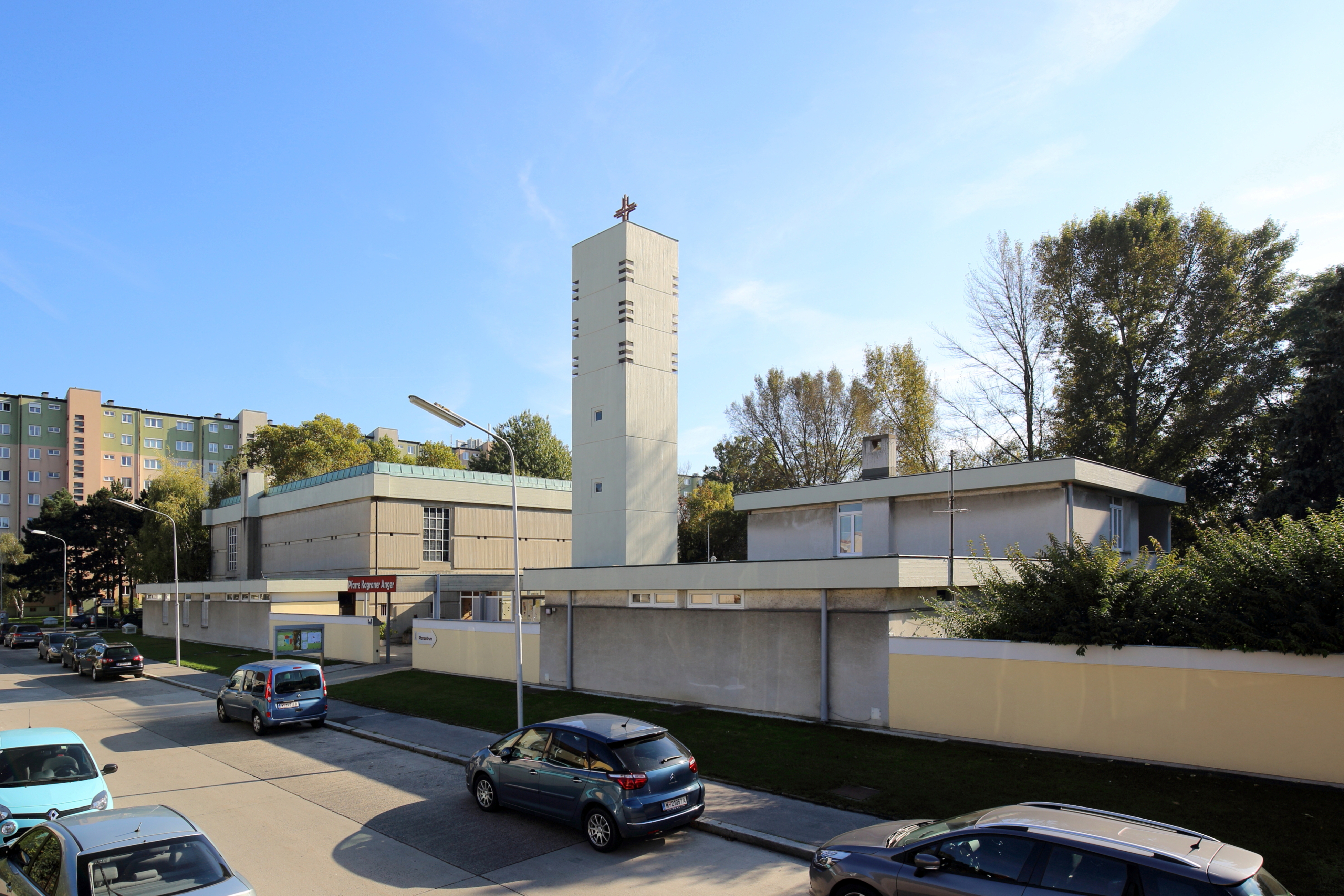
Pfarrkirche Kagraner Anger

Die Pfarrkirche Kagraner Anger Hl. Stanislaus Kostka ist eine römisch-katholische Kirche im 22. Wiener Gemeindebezirk Donaustadt in der Rugierstraße 61 und steht unter Denkmalschutz.
Die Kirche wurde von 1969 bis 1970 nach den Plänen der Architekten Alfons und Florian Leitl errichtet, im Jahre 1970 geweiht und im Jahre 1971 zur Pfarrkirche erhoben.
Der Saalbau hat einen Campanile. Die Glasfenster sind von Lydia Roppolt. Es gibt ein Kruzifix aus der 2. Hälfte des 18. Jahrhunderts. Der Tabernakel und das Turmkreuz wurden von Siegfried Walter gestaltet.